# W5 (parowóz)
W5, (W5-01) – radziecka lokomotywa parowa z eksperymentalnym kotłem ciśnieniowym, skonstruowana przez inżynierów B.S. Pozdniakowa i A.A. Czirkowa. Parowóz napędzany był dwoma zespołami kotłów parowych, które poprzez odpowiednią przekładnię napędzały koła pędne.